# عباس حمزة
عباس حمزة (1981 -23 أبريل 2023) إعلامي عراقي، قدَّم برنامج «الطريق» على قناة العراقية، وتولى رئاسة قسم المقدمين فيها لفترة من الزمن.

## مشواره المهني
حاصل على بكالوريوس في اللغة العربية. انطلاقته كانت مع شبكة الإعلام العراقي، حين تقدم لاختبار لمقدمي البرامج ليُقبل من بين أربعة عشر متقدما. أول برنامج قدمه بعنوان «قوافي» قدم بعدها العديد من البرامج الحوارية واستضاف فيها العديد من المشاهير في الإعلام الفن والثقافة.

## وفاته
توفي بتاريخ 21 أبريل 2023 بعد صراع مع المرض.

## البرامج التي قدمها
| اسم البرنامج       | القناة        | العام     |
| ------------------ | ------------- | --------- |
| قوافي              | قناة العراقية | 2008      |
| صباح الخير يا عراق | قناة العراقية | 2009      |
| الوجه الآخر        | قناة العراقية | 2010      |
| الساعي             | قناة العراقية | 2011      |
| عود الثقاب         | قناة العراقية | 2011-2012 |
| حديث العمر         | قناة العراقية | 2012-2015 |
| أكابر              | قناة العراقية | 2016      |
| الطريق             | قناة العراقية | 2017-     |

## الجوائز
| البلد | الجائزة                                                 | العام |
| ----- | ------------------------------------------------------- | ----- |
| مصر   | جائزة الإبداع عن برنامج «حديث العمر» في مونديال القاهرة | 2013  |